# Bohai-Tunnel

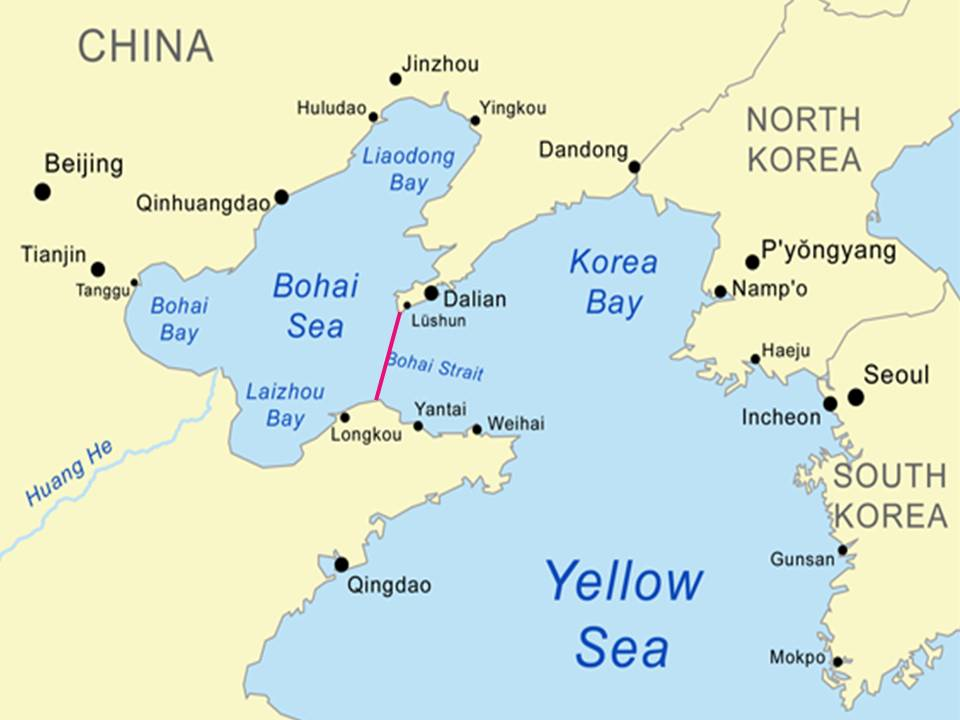
Geplanter Verlauf des Bohai-Tunnels (rote Linie)

Das Projekt zum Bohai-Tunnel (chinesisch 渤海隧道, auch Dalian-Yantai-Tunnel genannt) sieht den Bau eines unterseeischen Eisenbahntunnels vor, um die Stadt Dalian auf der Halbinsel Liaodong mit der Stadt Yantai in der Provinz Shandong zu verbinden.
Der Tunnel würde 123 km lang werden, 90 km davon unter Wasser unterhalb der Bohai-Straße. Er wäre damit länger als der Seikan-Tunnel und der Eurotunnel zusammen, die momentan die beiden längsten Unterwassertunnel sind.
Zuständig für den Betrieb soll die China Railway Engineering Group sein, die den Tunnel an das chinesische Hochgeschwindigkeitsnetz anschließen soll. Eine Autoverladung ist ebenfalls vorgesehen, mit deren Hilfe auch Autos in 40 Minuten die Meerenge queren könnten. Momentan gibt es hierfür eine 2007 in Betrieb genommene Fähre, die allerdings 8 Stunden für diese Strecke benötigt.
Die Kosten dieses Projekts wurden auf 220 bis 260 Milliarden Yuan geschätzt. Die Planung wurde dem Nationalen Volkskongress seit 2009 mehrmals vorgelegt, 2011 fand sie schließlich auch Eingang in den chinesischen Staatsrat, der zuletzt im April 2014 darüber entscheiden sollte. Bisher wurde mit dem Tunnelbau nicht begonnen.